# 行政区画

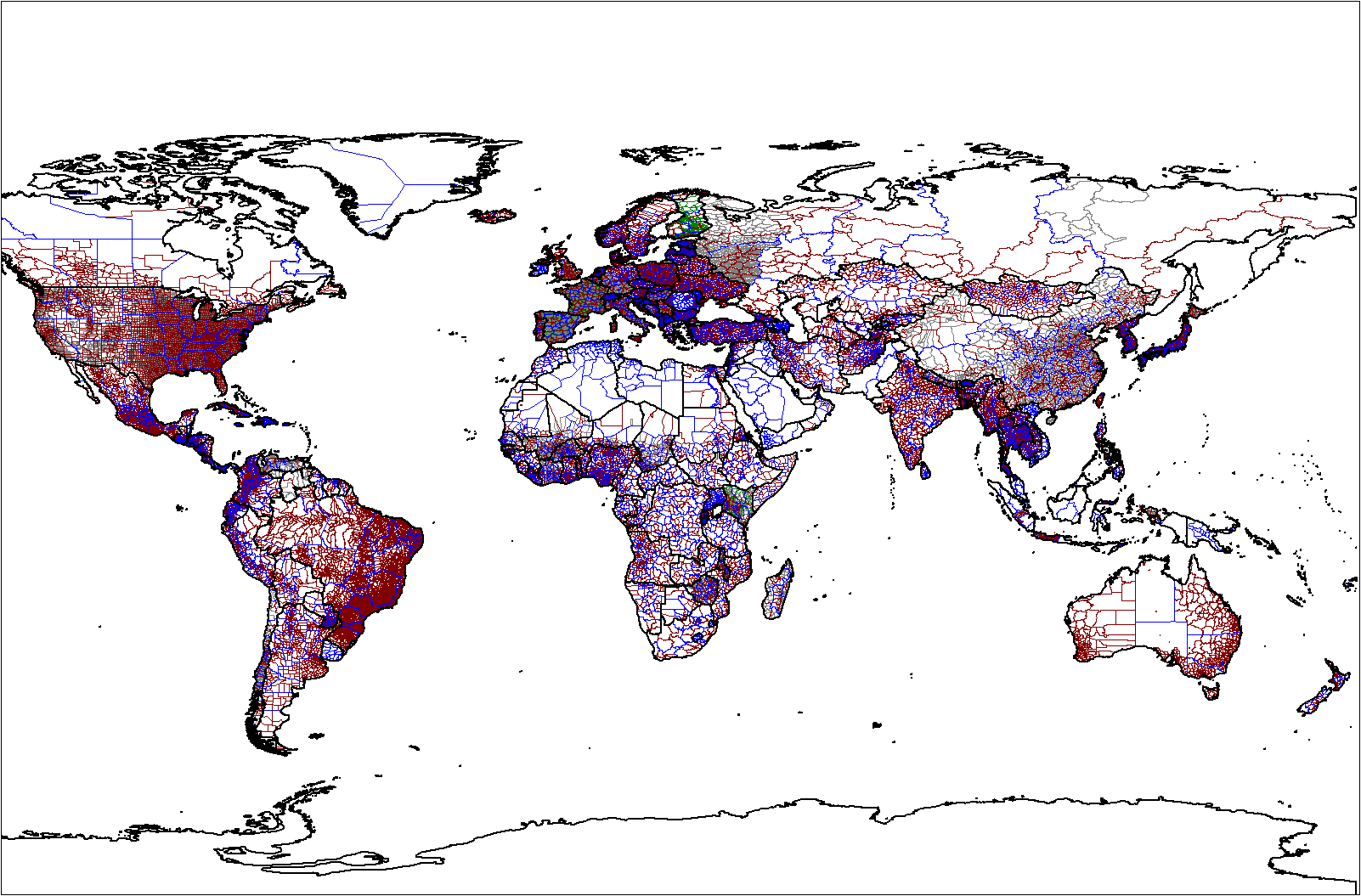
行政区画を表した世界地図。

行政区画（ぎょうせいくかく）とは、国家が円滑な国家機能を執行するために領土を細分化した区画のこと。地方行政区分（ちほうぎょうせいくぶん）などともいう。日本において、行政区画内を施政・統治する機構を地方公共団体という。
通常、複数の基礎行政区画（日本でいう市町村）が集まり、上級行政区画（日本でいう都道府県）を形成する。また、1つの基礎行政区画が所属する上級行政区画は1つであり、別の上級行政区画と重複することはない。
国土の面積、人口の分布、政体のあり方などにより各国の制度が異なり、それぞれ行政区画の名称、等級、構造、数も異なる。モナコやナウルなどの小国のように、行政区画が存在しない国もある。

## 行政区画の例
日本
47の都道府県から構成され、その下に市町村、特別区（東京都のみ）が置かれる。市のうち政令指定都市には行政区が置かれる。町・村はいくつか集まって、または1つの町・村のみで郡を形成するが郡自体には行政組織・行政能力は無い。
 イギリス
イングランド・スコットランド・ウェールズ・北アイルランドから成る連合国家であり、それぞれに異なる行政区画になっている。イングランドは9つのリージョンに、スコットランドは32の単一自治体（カウンシル・エリア）、ウェールズは10カウンティバラ・9カウンティ・3シティに、北アイルランドは11行政区に、それぞれ区分されている。
 アメリカ合衆国
50州と1の特別区（英: district）、海外領土から構成されるが、州などの下に郡、独立市、市郡が置かれ、郡の下に市、町、村が置かれることが多い。州の下位行政区分は連邦法ではなく州法で規定されるので、制度・呼称などは州によって異なる。詳細は各州の記事を参照。
 中華人民共和国
一級行政区画（23の省、5つの自治区、4つの直轄市、2つの特別行政区）が最も大きな区画で、その下に地級市、自治州、アイマクといった地級行政区画が置かれ、地級行政区画の下にはさらに県、県級市、市轄区、旗などの県級行政区画が置かれる。
 大韓民国
一級行政区画（1つの特別市、6つの広域市、1つの特別自治市、7つの道、2つの特別自治道）が最も大きな区画で、その下に市、郡、および特別市・広域市管下の場合に区などの行政区画が置かれる。
 朝鮮民主主義人民共和国
主に3段階の区画で構成されている。最も大きな区画が直轄市、特別市、道で、その下に市、郡、区域が置かれ、さらにその下には邑、洞、里、労働者区が置かれている。 末端の行政区画の呼称は、基本的に都市部では「洞」、郡部では「里」である。郡人民委員会事務所の所在する里は「邑」と呼ばれる。なお「労働者区」は、成人人口400人以上の里のうち労働者が65%以上を占める「里」を指す。
 ロシア連邦
24の共和国（露:  республика）、9つの地方（露: край）、3つの連邦市（露: город федерального значения）、1つの自治州（露:  автономная область）、4の自治管区（露:  автономный округ）で構成されており、いずれも地位の等しい連邦構成主体である。 特に、同国で重要な3つの連邦市（モスクワ、サンクトペテルブルク、セヴァストポリ）は、市と連邦構成主体の両方の地位を有しており、各々が古い住所構造を保持しているほか、飛地にあたる連邦構成主体も存在する。
 フランス
13の地域圏（仏: région）、5つの海外県と海外準県、1つの特別共同体、2つの海外領土で構成される。地域圏の下には県が置かれ、その下に郡、郡の下に小郡、さらにその下にはコミューン（市町村）が置かれる。規模の大きなコミューンはさらに区に分けられる。パリ、リヨン、マルセイユは合計して45の区に分けられている。